# Departamento San Miguel (El Salvador)
San Miguel ist eines von 14 Departamentos in El Salvador und grenzt im Norden an Honduras und im Süden an den Pazifik.
Die Hauptstadt des Departamentos ist die gleichnamige Stadt San Miguel. Seinen Namen hat das Departamento vom Erzengel Michael. Gegründet wurde San Miguel am 12. Juni 1824 und erhielt seinen aktuellen verfassungsmäßigen Status am 22. Juni 1865.
In San Miguel befindet sich der 2130 Meter hohe Vulkan Chaparrastique – auch als San Miguel Vulkan bekannt.

## Municipios
Das Departamento San Miguel ist in 19 Municipios unterteilt:
1. Carolina
2. Chapeltique
3. Chinameca
4. Chirilagua
5. Ciudad Barrios
6. Comacarán
7. El Tránsito
8. Lolotique
9. Moncagua
10. Nueva Guadalupe
11. Nuevo Edén de San Juan
12. San Antonio
13. San Gerardo
14. San Jorge
15. San Luis de la Reina
16. San Miguel
17. San Rafael
18. Sesori
19. Uluazapa